# Episodi di Casualty (ventiquattresima stagione)
La ventiquattresima stagione della serie televisiva Casualty è stata trasmessa in anteprima nel Regno Unito da BBC One tra il 12 settembre 2009 e il 21 agosto 2010.
| nº | Titolo originale                  | Titolo italiano | Prima TV UK       | Prima TV Italia |
| -- | --------------------------------- | --------------- | ----------------- | --------------- |
| 1  | Dawn of the ED (Part 1)           |                 | 12 settembre 2009 |                 |
| 2  | Dawn of the ED (Part 2)           |                 | 13 settembre 2009 |                 |
| 3  | And Then There Were Three         |                 | 19 settembre 2009 |                 |
| 4  | Sunset Syndrome                   |                 | 26 settembre 2009 |                 |
| 5  | Not Forgotten                     |                 | 3 ottobre 2009    |                 |
| 6  | Comfort Zone                      |                 | 10 ottobre 2009   |                 |
| 7  | Love Is a Sacrifice               |                 | 18 ottobre 2009   |                 |
| 8  | Not Wisely But Too Well           |                 | 24 ottobre 2009   |                 |
| 9  | Regrets                           |                 | 31 ottobre 2009   |                 |
| 10 | Every Breath You Take             |                 | 7 novembre 2009   |                 |
| 11 | Leave Me Standing                 |                 | 14 novembre 2009  |                 |
| 12 | Second Chance                     |                 | 21 novembre 2009  |                 |
| 13 | The Devil You Know                |                 | 28 novembre 2009  |                 |
| 14 | As Others See Us                  |                 | 5 dicembre 2009   |                 |
| 15 | No More Heroes                    |                 | 12 dicembre 2009  |                 |
| 16 | All I Want for Christmas          |                 | 19 dicembre 2009  |                 |
| 17 | Tidings of Comfort and Joy        |                 | 27 dicembre 2009  |                 |
| 18 | A Day in a Life                   |                 | 2 gennaio 2010    |                 |
| 20 | Dark Places                       |                 | 9 gennaio 2010    |                 |
| 21 | Leave Me Alone                    |                 | 16 gennaio 2010   |                 |
| 22 | Last Roll of the Dice             |                 | 23 gennaio 2010   |                 |
| 23 | The Cradle Will Fall              |                 | 30 gennaio 2010   |                 |
| 24 | An Ugly Truth                     |                 | 6 febbraio 2010   |                 |
| 25 | Love Is a Battlefield             |                 | 13 febbraio 2010  |                 |
| 26 | Past Lives                        |                 | 20 febbraio 2010  |                 |
| 27 | Life Sentence                     |                 | 27 febbraio 2010  |                 |
| 28 | Angel                             |                 | 6 marzo 2010      |                 |
| 29 | English Beauty                    |                 | 13 marzo 2010     |                 |
| 30 | Just Like a Woman                 |                 | 27 marzo 2010     |                 |
| 31 | Love of a Good Man                |                 | 3 aprile 2010     |                 |
| 32 | Loves Me, Loves Me Not            |                 | 10 aprile 2010    |                 |
| 33 | Clean Slate                       |                 | 17 aprile 2010    |                 |
| 34 | Alone on a Wide, Wide Sea         |                 | 24 aprile 2010    |                 |
| 35 | New Beginnings                    |                 | 1º maggio 2010    |                 |
| 36 | A Better Past                     |                 | 8 maggio 2010     |                 |
| 37 | Russian Endings                   |                 | 15 maggio 2010    |                 |
| 38 | Mum's the Word                    |                 | 22 maggio 2010    |                 |
| 39 | In Your Debt                      |                 | 5 giugno 2010     |                 |
| 40 | Inconvenient Truths               |                 | 12 giugno 2010    |                 |
| 41 | A Lesser Good                     |                 | 19 giugno 2010    |                 |
| 42 | Die and Let Live                  |                 | 26 giugno 2010    |                 |
| 43 | Going Solo                        |                 | 10 luglio 2010    |                 |
| 44 | I Am Mine                         |                 | 17 luglio 2010    |                 |
| 45 | Making Other Plans                |                 | 24 luglio 2010    |                 |
| 46 | The Enemy Within                  |                 | 31 luglio 2010    |                 |
| 47 | Nice and Easy Does It             |                 | 7 agosto 2010     |                 |
| 48 | What Tonight Means to Me (Part 1) |                 | 14 agosto 2010    |                 |
| 49 | What Tonight Means to Me (Part 2) |                 | 21 agosto 2010    |                 |